# Perimela (hija de Hipodamante)
En la mitología griega, Perimela era una hija de Hipodamas, y amante del oceánida Aqueloo. Cuando su padre se enteró de esta relación, arrojó a Perimela al mar desde lo alto de una roca, pero Aqueloo la cogió al vuelo evitando que se estrellara. Suplicó a Poseidón que no dejara que la joven muriese y que le permitiera abrazarla eternamente. Perimela se convirtió entonces en una de las Equínades, las islas que se encuentran en la desembocadura del Aqueloo, rodeada continuamente por los brazos de este río.